# Zachary Burr Abel
Zachary Burr Abel est un acteur américain, né le 4 septembre 1980 à Middletown, Indiana. 

## Carrière
Zachary commence sa carrière d'acteur en apparaissant dans un épisode de Les Experts (CSI: Crime Scene Investigation). En 2009 il obtint le rôle de Max Enriquez dans le film La Vie secrète d'une ado ordinaire. Mais Zachary joue surtout le rôle de Carter Anderson, un gymnaste partagé par l'amour, le personnage récurrent de la série Championnes à tout prix.

## Filmographie

### Cinéma
- 2009 : Forget Me Not de Tyler Oliver : Chad
- 2011 : Night Club : Justin Palma
- 2012 : Je vous adore (Court-métrage) : Le petit copain de Claire

### Télévision
- 2007 : Les Experts (CSI: Las Vegas) (série télévisée) : Un don Juan
- 2008 : My Alibi (série télévisée) : Jonah Madigan
- 2009 : Hot Sluts (série télévisée) : Kale
- 2009 : la Vie secrète d'une ado ordinaire (The Secret Life of the American Teenager) (série télévisée) : Max
- 2009-2011 : Championnes à tout prix (Make It Or Break It) (série télévisée) : Carter Anderson
- 2010 : 90210 (série télévisée) : Zach
- 2010 : The Big Bang Theory (série télévisée) : Todd
- 2010 : The Subpranos (série télévisée) : Jackson
- 2011 : The Secret Circle (série télévisée) : Luke
- 2011 : Awkward (série télévisée) : Jamie Mckibben
- 2012 : Shelter (Téléfilm) : Mitchell Taylor
- 2012 : The One N'Done (série télévisée) : Rich
- 2017 : Esprits criminels (série télévisée) : Bill Seavers (saison 12, épisode 12)